# Martin van der Horst
Johannes Martinus van der Horst (Heemskerk, 2 de abril de 1965) é um ex-jogador de voleibol dos Países Baixos que competiu nos Jogos Olímpicos de 1992 e 2000.
Em 1992, ele fez parte da equipe neerlandesa que conquistou a medalha de prata no torneio olímpico, no qual atuou em seis partidas. Oito anos depois, ele participou de oito jogos e o time neerlandês finalizou na quinta colocação na competição olímpica de 2000.